# Calodia bispinata
Calodia bispinata är en insektsart som beskrevs av Nielson 1982. Calodia bispinata ingår i släktet Calodia och familjen dvärgstritar. Inga underarter finns listade i Catalogue of Life.